# Solomon's Key
Solomon's Key är ett spel utvecklat av Tecmo. Spelet finns bland annat i form av arkadspel och är även släppt för Nintendo Entertainment System. Spelet har en uppföljare som heter Solomon's Key II.

## - Referenser
1. 1 2 3 4  ”Solomon's Key”. NES DB. 2 mars 1987. Arkiverad från originalet den 11 mars 2015. https://web.archive.org/web/20150311182631/http://www.nesdb.se/game_more.php?id=1339&rid=1. Läst 23 april 2014.